# Trennstelle (Fahrleitung von Bahn- und Obussystemen)

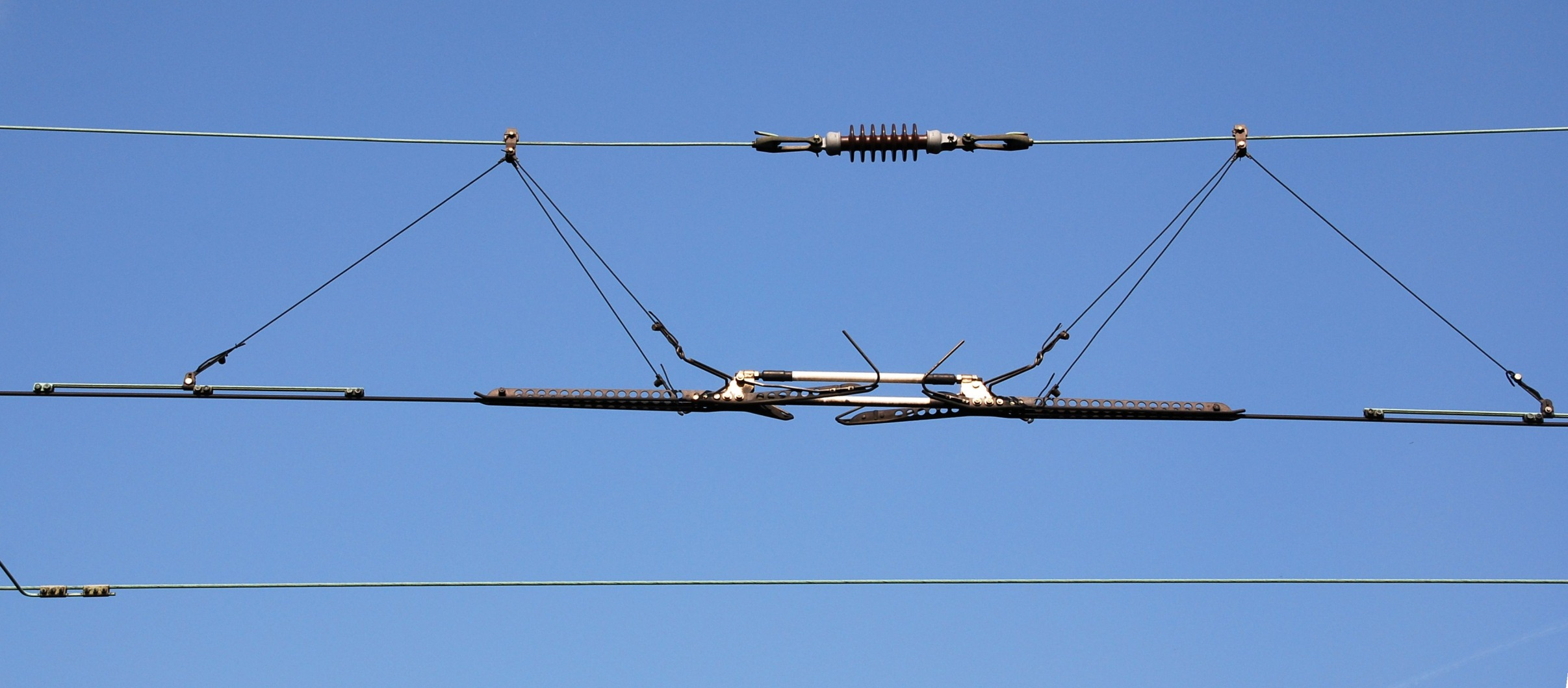
Streckentrenner mit durchgehender Speisung

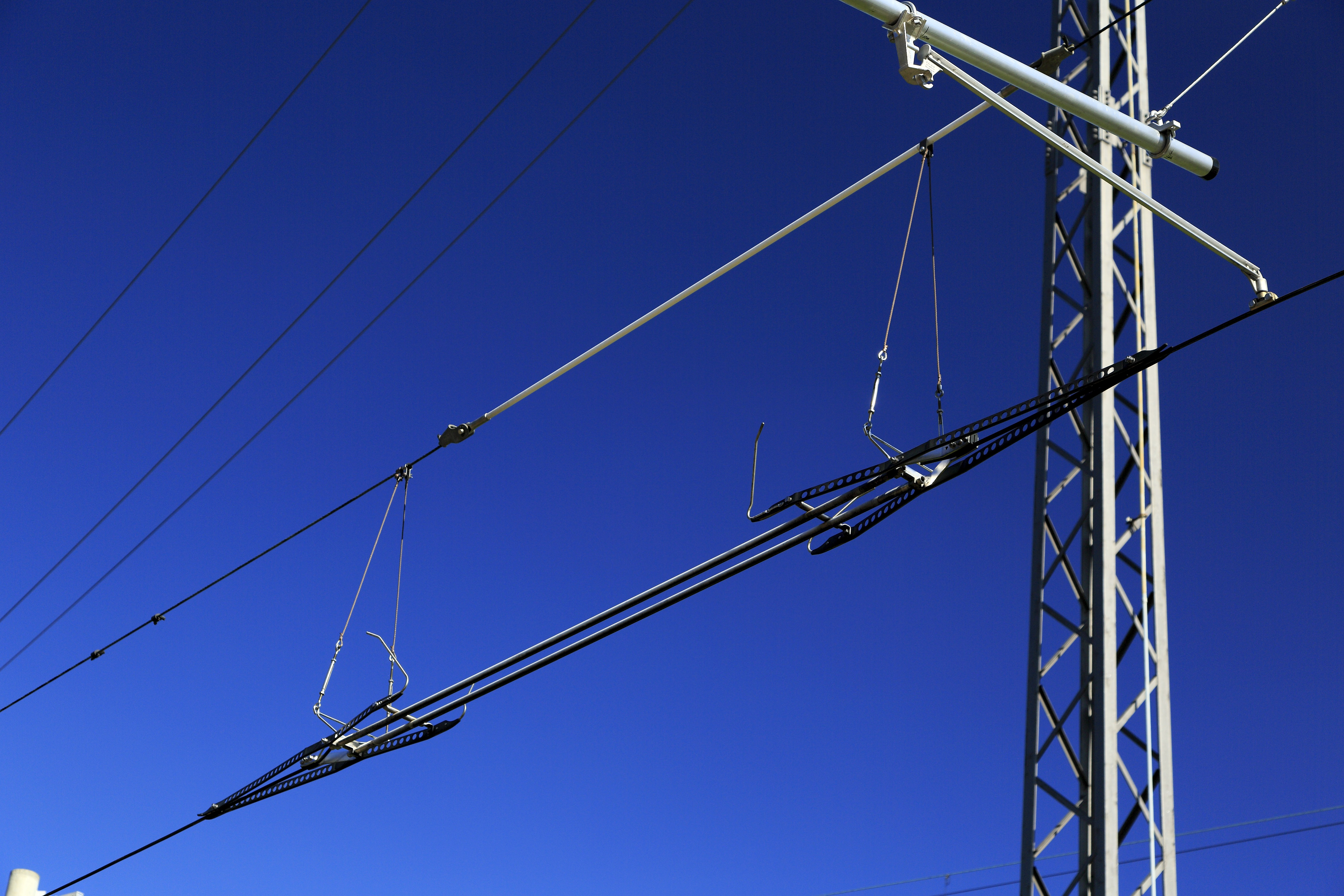
Langer Streckentrenner mit Unterbrechung der Energiezufuhr

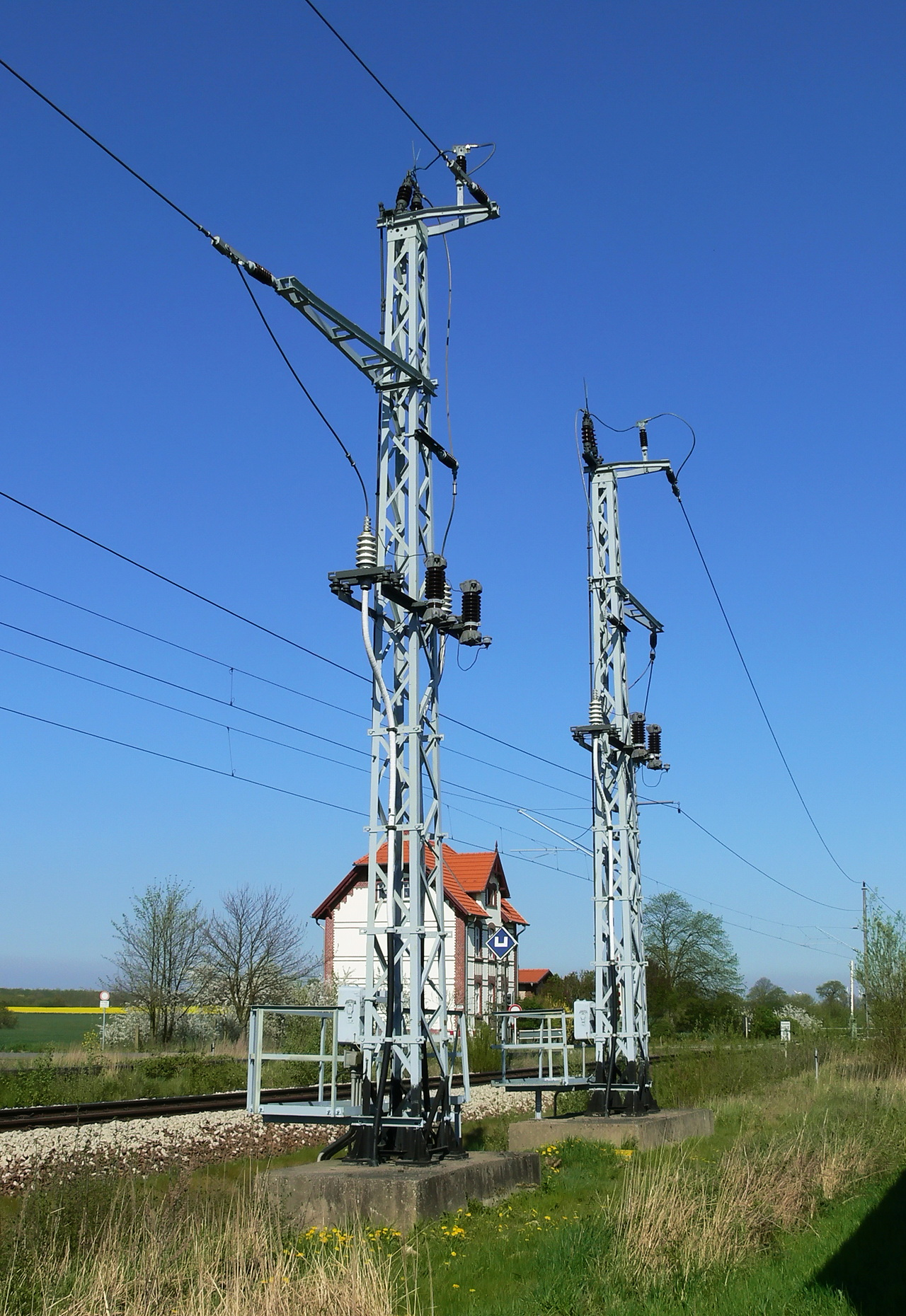
Trennstelle an einer Bahnlinie. Im Hintergrund Oberleitungssignal El 2

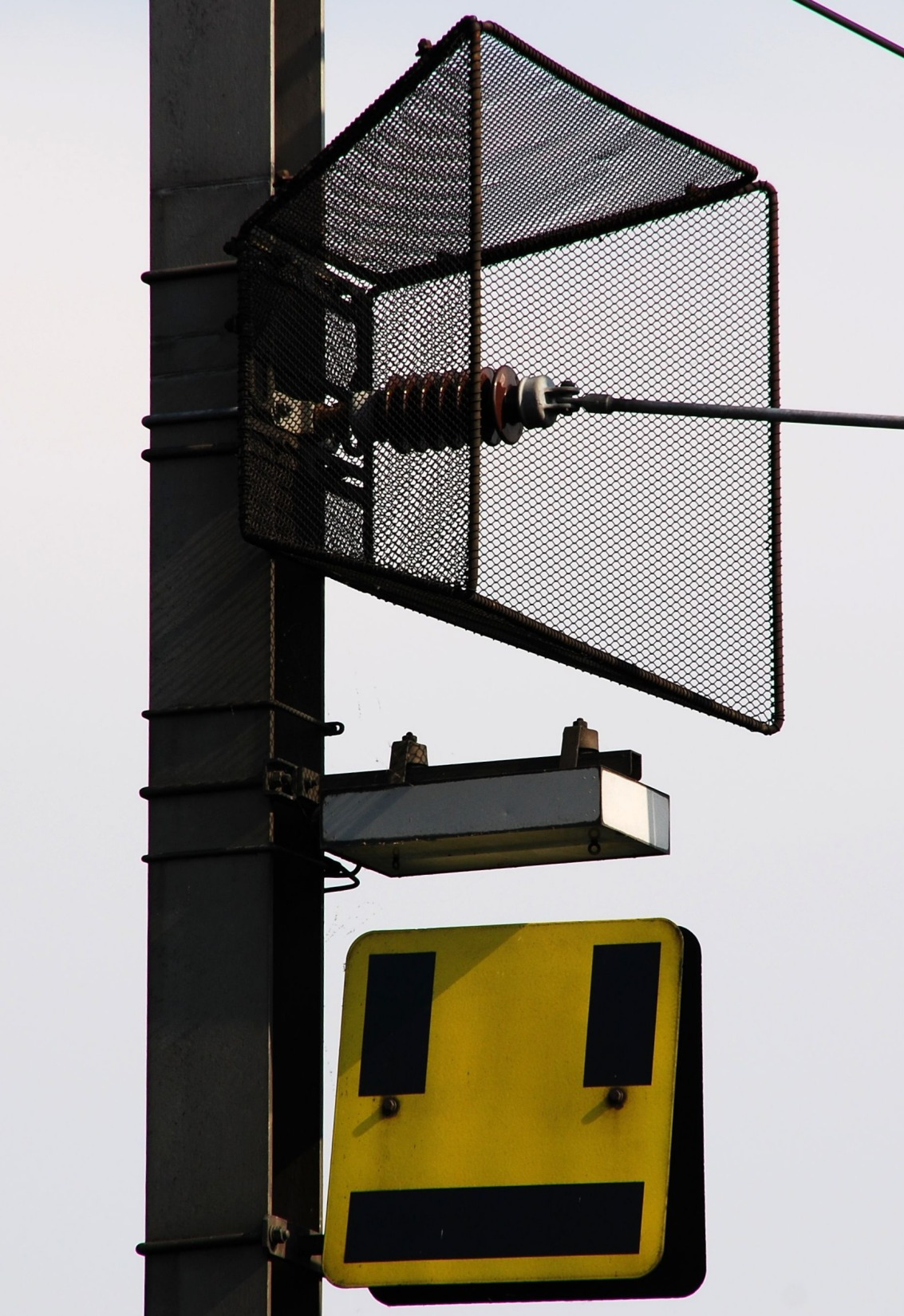
Schweizer Signal bei Trennstellen

Trennstellen in der Fahrleitung von elektrischen Bahnen oder Oberleitungsbussen unterteilen das Fahrleitungsnetz in einzeln eingespeiste und abschaltbare Abschnitte (Schaltgruppen). Sie dienen dazu, Fahrleitungsabschnitte im Störungsfall, bei Arbeiten oder über Lade- oder Kontrollgleisen abschalten und den elektrischen Betrieb trotzdem weiterführen zu können. Zusätzlich sind Trennstellen erforderlich, um Kurzschlüsse zwischen Leitungsabschnitten zu vermeiden, die für den störungsfreien Betrieb auch bei Durchfahrt eines elektrischen Triebfahrzeugs voneinander elektrisch getrennt bleiben müssen. Es sind hierbei besondere Ausführungen und Prozeduren zu beachten.

## Streckentrenner
Streckentrenner sind die einfachste, weil platzsparendste Form. Sie bestehen aus einem Isolator im Fahrdraht, der mit zusätzlichen, seitlichen Gleitstücken versehen und dadurch mit angelegten Stromabnehmern befahrbar ist. Ein zusätzlicher Isolator im Tragseil auf Höhe des Streckentrenners unterbricht auch dieses elektrisch. Die Anordnung der Gleitstücke ermöglicht beim Befahren eine ununterbrochene Stromversorgung. Die Folge ist, dass ein klassischer Streckentrenner beim Befahren von der Palette kurzzeitig überbrückt wird. Bei Trennstellen, wo beide Seiten von derselben Spannungsquelle gespeist werden, ist das jedoch unschädlich. Nachteilig ist die Massenanhäufung im Kettenwerk, die beim Befahren zum Palettenspringen unter Lichtbogenentwicklungen führen kann. Frühere Konstruktionen waren nur bis 100 km/h zugelassen. In Zufahrten zu Randgleisen von Bahnhöfen ist die Anwendung geschwindigkeitsbedingt unproblematisch.
Etwa seit 2000 wurden Sonderbauarten mit einem befahrbaren Glasfiberstab entwickelt, die beim Palettendurchgang nicht überbrückt werden und damit auch keine ununterbrochene Energiezufuhr gewährleisten. Sie vereinfachen die Ausführung von Schutzstrecken und Systemtrennstellen.

## Streckentrennung
Eine Streckentrennung ist eine als Trennstelle ausgenutzte, mehrfeldrige Nachspannung. Diese sind bei gewichtsnachgespannten Fahrleitungen ohnehin etwa alle 1500 Meter erforderlich. Ihr Raumbedarf ist mit drei bis fünf Mastfeldern zwar erheblich, doch dafür gibt es keine Masseanhäufungen im Kettenwerk, die Geschwindigkeitsbegrenzungen erforderlich machen würden. Die typische Anwendung sind elektrische Bahnhofsgrenzen zwischen Einfahrsignal und Rangierhalttafel. Für die sichere elektrische Trennung ohne Gefahr von Überschlägen wird der Seitenabstand zwischen beiden Kettenwerksabschnitten vergrößert.
Bei Erfordernis werden auch Bedarfsstreckentrennungen eingerichtet. Sie entsprechen einer Nachspannung, bei der der Abstand beider Kettenwerksseiten wie bei einer Streckentrennung so vergrößert ist, dass die beiden Kettenwerksabschnitte überschlagssicher getrennt sind, sind jedoch im Regelbetrieb durch eingebaute elektrische Seilverbindungen gebrückt. Diese Brücken können, wenn die Streckentrennung beispielsweise bei Bauarbeiten benötigt wird, unter Schutz einer kurzzeitigen Abschaltung ausgebaut werden.

## Schutzstrecke
siehe auch Schutzstrecke
Schutzstrecken verbinden Fahrleitungsabschnitte, die wegen nicht phasengleicher Einspeisung auch nicht kurzzeitig überbrückt werden. Sie bestehen aus einer um ein Feld verlängerten Streckentrennung. In diesem Bereich wird ein kurzer, neutraler und gegen beide Seiten isolierter Kettenwerksabschnitt eingefügt. Der mittlere Stützpunkt trägt dafür drei Ausleger. Schutzstrecken müssen mit ausgeschaltetem Hauptschalter befahren werden und werden entsprechend mit Fahrleitungssignalen ausgerüstet. Mehrfeldrige Schutzstrecken, die nur zeitweise benötigt werden, können durchschaltbar ausgelegt werden. Sie erhalten verstellbare Ausschaltsignale, die im durchgeschalteten Zustand das Signalbild Hauptschalter einschalten zeigen. Neuere Schutzstrecken bestehen aus zwei langen Streckentrennern ohne durchgehende Speisung mit einem dazwischenliegenden, kurzen geerdeten Abschnitt. Der geerdete Mittelabschnitt schützt davor, dass ein mit zwei angelegten Stromabnehmern verkehrendes Fahrzeug die Schutzstrecke über seine Dachleitung brückt: Im rückliegenden Speiseabschnitt würde ein Erdschluss entstehen, so dass der Speiseabschnitt abgeschaltet wird, bevor das Fahrzeug die Speiseabschnitte beider Unterwerke leitend verbinden kann. Diese Schutzstrecken können weder durch- noch hilfsweise eingeschaltet werden, doch ist die Gefahr, dass ein Triebfahrzeug spannungslos stehenbleibt, wegen der geringen Länge nur klein. Triebfahrzeuge mit mehr als einem Stromabnehmer können derartige Schutzstrecken mit dem anderen Stromabnehmer räumen.

## Einspeisungstrennstellen von Unterwerken
Bei Stromversorgungen mit Einphasenwechselstrom bei Vollbahnen und mit Gleichstrom bei Straßenbahnen und U-Bahnen (hier an Stromschienen) sind teilweise Trennstellen für die Speiseabschnitte von aufeinanderfolgenden Bahnstrom-Unterwerken eingebaut. Die Fahrleitung hat an dieser Stelle einen kurzen spannungslosen, in einigen speziellen Fällen auch geerdeten Abschnitt.

## Phasentrennstelle
Eine Phasentrennstelle ist ein Übergang von Fahrleitungsabschnitten, die von verschiedenen Phasen des Drehstromlandesnetzes gespeist werden. Durch Verteilung der drei Phasen des Drehstromnetzes auf je etwa 80 bis 100 Kilometer lange Streckenabschnitte wird eine gleichmäßigere Energieverteilung des Versorgungsnetzes angestrebt. Dies betrifft elektrifizierte Strecken, die mit dem üblichen 50-Hz- oder 60-Hz-Industriestromsystem versorgt werden.

## Systemtrennstelle
siehe auch Systemtrennstelle

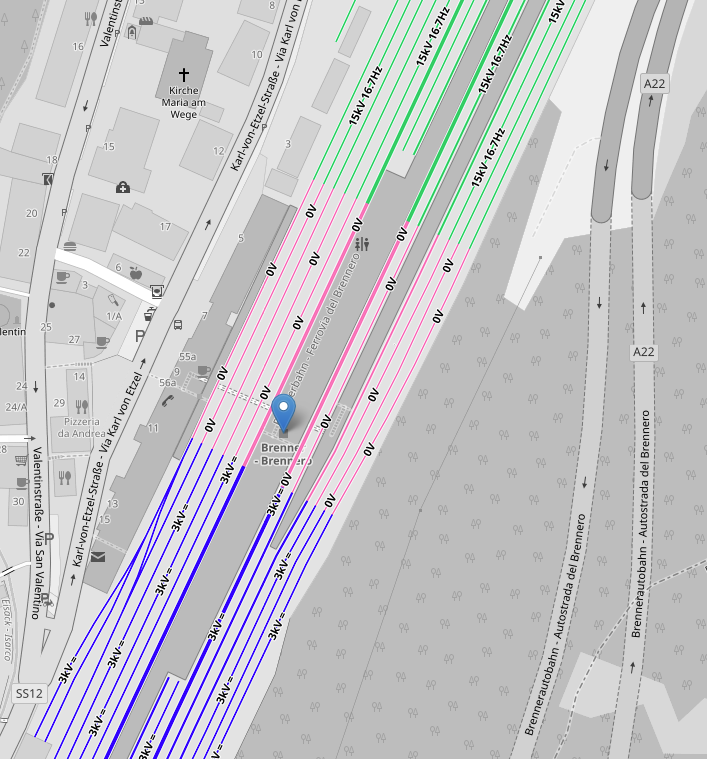
Systemtrennstelle im Bf Brenner.
Grün: 15 kV (österreichischer Wechselstrom), Blau: 3 kV (italienischer Gleichstrom)

Eine Trennstelle zwischen zwei Bahnstromsystemen mit unterschiedlicher Frequenz, Spannung oder Stromart bezeichnet man als Systemtrennstelle. Zum Durchfahren solcher Strecken sind Mehrsystemfahrzeuge notwendig. An diesen Stellen muss der Hauptschalter aus- und das Fahrzeug umgeschaltet werden, in einigen Fällen muss zusätzlich abgebügelt und oft auch für den nächsten Abschnitt ein anderer Stromabnehmer angelegt werden. Dies ist erforderlich, wenn sich wegen unterschiedlicher Lichtraumprofile der Fahrdrahtseitenausschlag ändert, zum Beispiel zwischen Deutschland und der Schweiz, oder wenn unterschiedliche Schleifleistenmaterialien erforderlich sind. Letzteres ist häufig zwischen Gleich- und Wechselspannungsnetzen der Fall.
Übliche Systemtrennstellen bestehen aus vier aufeinanderfolgenden Streckentrennern und der Reihenfolge im Kettenwerk spannungsführend – neutral – geerdet – neutral – spannungsführend.

## Signalisierung
Die Stellen, an denen der Hauptschalter aus- beziehungsweise wieder eingeschaltet werden muss, werden durch quadratische, auf der Spitze stehende Signaltafeln mit drei weißen Balken in Form eines U auf blauem Hintergrund angezeigt. Die Signale sind meist beleuchtet oder reflektierend, seit den 1990er Jahren gibt es zusätzlich ein Ankündigungssignal.
- Hauptschalter ausschalten: Die drei Balken sind getrennt.
- Hauptschalter einschalten: Die drei Balken gehen ineinander über.

In vielen Ländern wie Deutschland, Österreich, Spanien und in ganz Südosteuropa sind praktisch identische Signale in weiß auf blauem Grund zu finden. In Tschechien und der Slowakei waren statt der weißen Streifen lange aneinandergesetzte runde Reflektoren üblich.
In der Schweiz stehen die Signale nicht auf der Spitze, die Signaltafeln sind schwarz auf gelbem Untergrund.

## Trennstellen-Durchfahrt

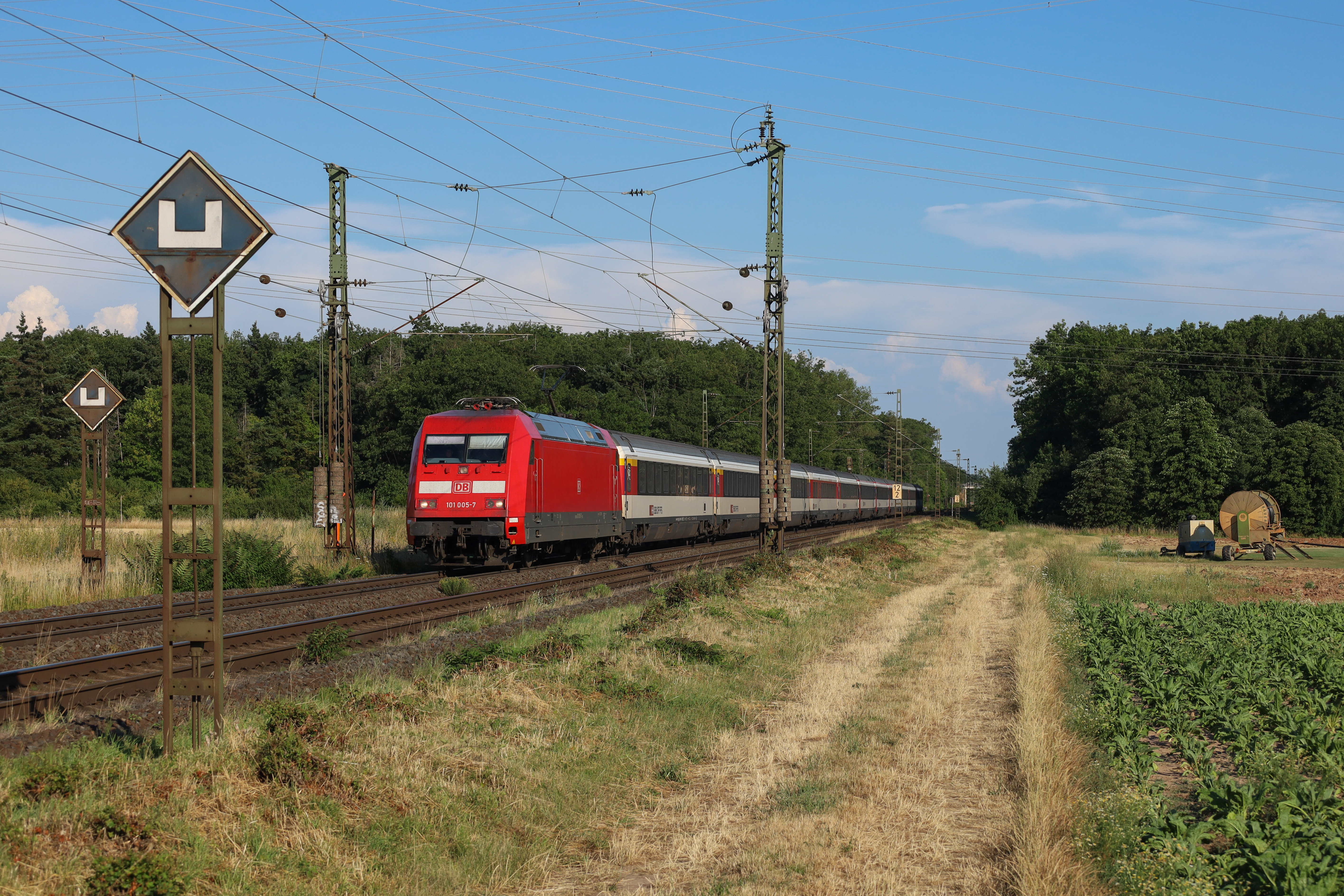
Ein Eurocity rollt in wenigen Sekunden in die Netztrennstelle Mainz-Bischofsheim.

Beim Durchfahren einer Trennstelle ohne lückenlose Speisung mit einem elektrisch betriebenen Zug muss kurzzeitig die Stromversorgung unterbrochen werden. Vor der Einfahrt in einen Trennstellenabschnitt wird zuerst die Zugkraft ab- und dann der Hauptschalter des Triebfahrzeuges ausgeschaltet, während der Zug weiterhin auf die Trennstelle zu rollt. Damit sind alle Stromverbraucher abgeschaltet und die Zugsammelschiene spannungslos. Die unverzichtbaren Verbraucher werden durch die Fahrzeugbatterien versorgt, der Zug rollt durch die vorhandene kinetische Energie durch die Trennstelle. Nach deren Passieren, also sobald der letzte gehobene Stromabnehmer des Zuges das Einschaltsignal passiert hat, wird der Hauptschalter wieder eingeschaltet, alle Verbraucher erhalten Spannung und der Triebfahrzeugführer kann wieder aufschalten.
Bei vielen Triebfahrzeugen ist das Aus- und Einschalten des Hauptschalters beim Befahren einer Trennstelle in Form eines Klackens oder Zischens hörbar, insbesondere in Triebwagen in Stromabnehmernähe.
Große und nicht unbedingt erforderliche Nebenbetriebe wie Klimaanlagen und Steckdosen in den Fahrgasträumen werden nicht von den Fahrzeugbatterien gestützt, sie sind bei der Fahrt durch Schutzstrecken und Systemtrennstellen spannungslos. Das betrifft bei den ICE-T und ICE 3 auch die Flüssigkristallscheiben zwischen Fahrgastraum und Führerstand in den Lounges, die einige Minuten undurchsichtig werden.